# قلعه‌جوق (تکاب)
قلعه‌جوق (تکاب)، روستایی از توابع بخش مرکزی شهرستان تکاب در استان آذربایجان غربی ایران است.

## موقعیت و مشاغل
شغل اکثر اهالی، کشاورزی و دامداری,سنتی می‌باشد. محصولات این روستا گندم و نخود دیم است,  البته کشت درخت سیب نیز موفقیت‌آمیز بوده‌است و باغات سیب در حال گسترش می‌باشند از لحاظ کیفیت محصول تولیدی در سطح مناسبی قرار دارد.ناگفته نماند بیشتر مراتع در این روستا به علت برداشت سنگهای معدنی تخریب گردیده است  روستا در کنار رودخانه کوچکی که از آن رد می‌شود بنا شده‌است و در قسمت غربی روستا یک تپه باستانی به نام «سنگر» وجود دارد. در مورد علت نامگذاری این روستا روایات مختلفی وجود دارد؛ نقل یکی از آن‌ها چنین است که یکی از قلاع ۷ گانه دوره سلجوقیان بوده‌است. از جاذبه‌های این روستا می‌توان به مراتع و باغ‌های زیبا و تنوع زیستی بالا اشاره کرد. زبان مردم روستا ترکی آذربایجانی می‌باشد. این روستا دارای مدرسه ابتدایی، خانه بهداشت، مسجد و یک حمام قدیمی (که در دوران پهلوی تأسیس شده و اکنون بحالت مخروبه درآمده‌است) می‌باشد. 

## جمعیت
این روستا در دهستان افشار قرار دارد و براساس سرشماری مرکز آمار ایران در سال ۱۳۸۵، جمعیت آن ۲۶۷ نفر (۴۶خانوار) بوده‌است.